# Aeroportul Municipal McCall
Aeroportul Municipal McCall (IATA: MYL, ICAO: KMYL, FAA LID: MYL) este un aeroport din Idaho, Statele Unite ale Americii ce deservește zona McCall⁠(d). Aeroportul a fost tranzitat în 2019 de 58 de pasageri. A fost numit după zona deservită.
Situat la o altitudine de 1.531 m, aeroportul dispune de 1 pistă.

## Infrastructură

### Piste
Aeroportul dispune de o singură pistă. Pista 16/34 are suprafața de asfalt și dimensiunile 6.108 picioare × 75 picioare. 